# STS-66
STS-66 (Space Transportation System-66) var rumfærgen Atlantis 13. rumfærge-mission. Den blev opsendt d. 3. november 1994 og vendte tilbage d. 14. november 1994.
Missionens primære nyttelast var ATLAS-03 og CRISTA-SPAS.
Hovedartikler:

## Besætning
- Donald McMonagle (kaptajn)
- Curtis Brown (pilot)
- Ellen Ochoa (1. missionsspecialist)
- Joseph Tanner (2. missionsspecialist)
- Jean-Francois Clervoy (3. missionsspecialist) CNES
- Scott Parazynski (nyttelast-specialist)

## Missionen
Missionen medbragte følgende nyttelast:
- Atmospheric Laboratory for Applications and Sciences – 3 (ATLAS-03)
  - Atmospheric Trace Molecule Spectroscopy (ATMOS)
  - Shuttle Solar Backscatter Ultraviolet Spectrometer (SSBUV)
  - Active Cavity Radiometer Irradiance Monitor (ACRIM)
  - Measurement of the Solar Constant (SOLCON)
  - Solar Spectrum Measurement (SOLSPEC)
  - Solar Ultraviolet Spectral Irradiance Monitor (SUSIM)
  - Millimeter Wave Atmospheric Sounder (MAS)
- Cryogenic Infrared Spectrometers and Telescopes for the Atmosphere-Shuttle Pallet Satellite (CRISTA-SPAS)

- Opsendelse
- CRISTA-SPAS-2 satellitten sættes i kredsløb
- Landing